# Askesjön (Eda socken, Värmland)
Der Askesjön ist ein See in der Gemeinde Eda in der Provinz Värmlands län in Schweden.

## Geographie
Der Askesjön wird vom Göta älv gespeist.
Der See ist circa 0,529 km² groß.
Die Seeoberfläche befindet sich in 81,9 m NHN.
Der Umfang beträgt circa 4,18 km.
Koordinaten: 59° 45′ 43,4″ N, 12° 20′ 30,7″ O